# Markwerben
Markwerben ist eine Ortschaft und ein Ortsteil der Stadt Weißenfels im Burgenlandkreis in Sachsen-Anhalt.

## Geografie

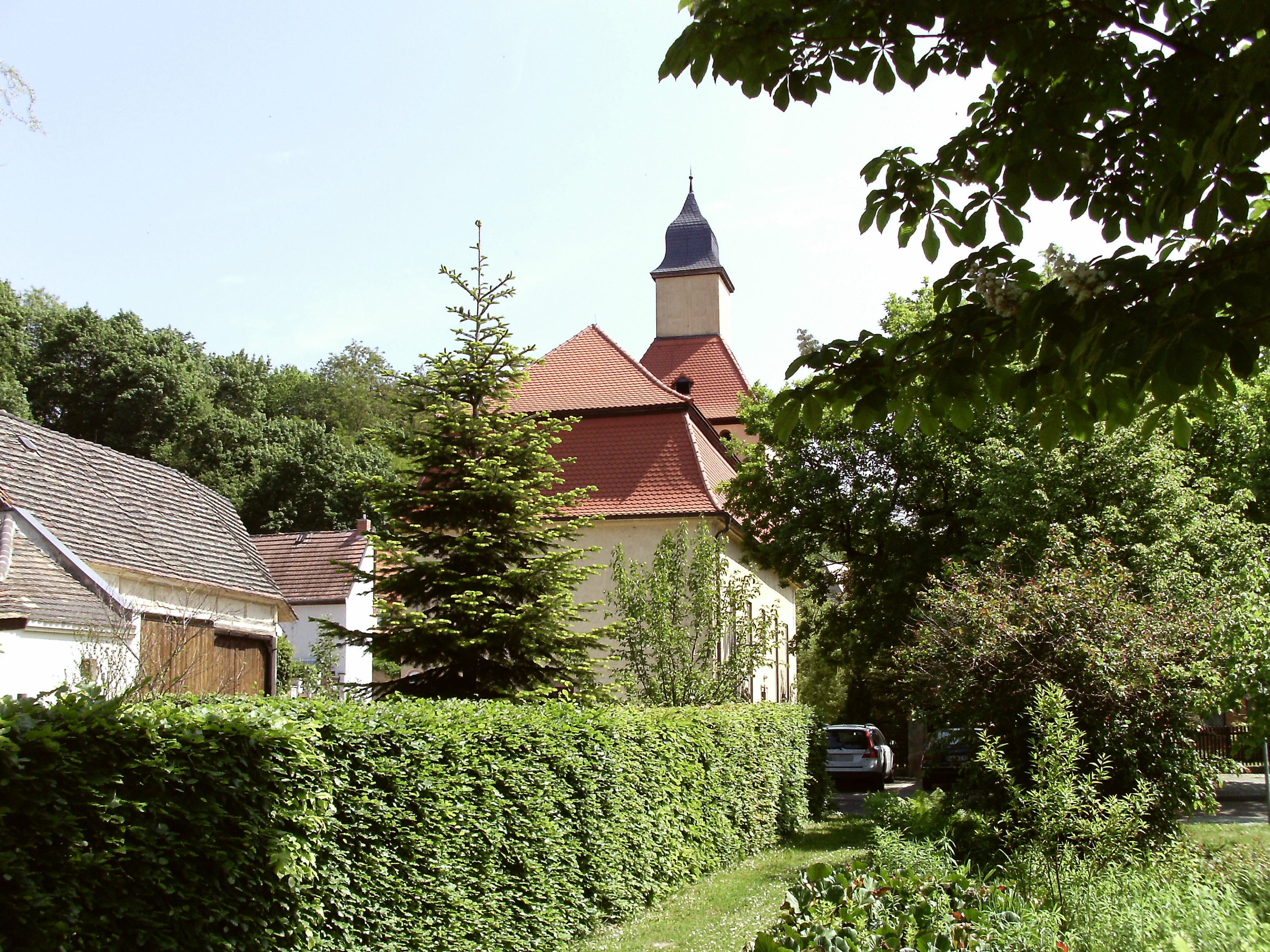
Kirche

Markwerben ist ein im Jahre 2010 eingemeindeter Ortsteil und Ortschaft von Weißenfels an der Saale.

## Geschichte
In einem zwischen 881 und 899 entstandenen Verzeichnis des Zehnten des Klosters Hersfeld wird Markwerben als zehntpflichtiger Ort Vuirbina im Friesenfeld erstmals urkundlich erwähnt.
Eine frühmittelalterliche Burg aus dem 10. Jahrhundert wurde schon ein Jahrhundert später aufgegeben. 1231 wird die Ortschaft erstmals als Marcwirbene bezeichnet. Ein Siedelhof im Ort gehörte wohl als Burglehen zur Burg Weißenfels.
Am 1. Januar 2010 wurde die bis dahin selbstständige Gemeinde Markwerben zusammen mit den Gemeinden Langendorf und Uichteritz in die Stadt Weißenfels eingemeindet.

## Politik
Die bis zu ihrer Zwangseingemeindung im Jahr 2010 selbständige Gemeinde Markwerben ist heute ein Ortsteil sowie eine Ortschaft der Stadt Weißenfels im Sinne des § 86 GO LSA. Sie verfügt damit über einen Ortschaftsrat und einen Ortsbürgermeister.

### Ortschaftsrat
Der Ortschaftsrat besteht aus zehn gewählten Ortschaftsräten. Der Ortsbürgermeister gehört dem Ortschaftsrat ex officio an und hat den Vorsitz inne.
| Ortschaftsrat Markwerben | Ortschaftsrat Markwerben | Ortschaftsrat Markwerben | Ortschaftsrat Markwerben | Ortschaftsrat Markwerben | Sitzverteilung im Ortschaftsrat 2024–2029Insgesamt 5 Sitze - Einzel: 1 - WW: 4 |
| Wahlvorschlag            | Wahlvorschlag            | Wahlvorschlag            | Sitze                    | Sitze                    | Sitzverteilung im Ortschaftsrat 2024–2029Insgesamt 5 Sitze - Einzel: 1 - WW: 4 |
| Wahlvorschlag            | Wahlvorschlag            | Wahlvorschlag            | 2024                     | 2011                     | Sitzverteilung im Ortschaftsrat 2024–2029Insgesamt 5 Sitze - Einzel: 1 - WW: 4 |
|                          | WW                       | Wir Weißenfelser         | 4                        | –                        | Sitzverteilung im Ortschaftsrat 2024–2029Insgesamt 5 Sitze - Einzel: 1 - WW: 4 |
|                          | EB                       | Einzelbewerber           | 1                        | 1                        | Sitzverteilung im Ortschaftsrat 2024–2029Insgesamt 5 Sitze - Einzel: 1 - WW: 4 |
|                          |                          | CDU                      | –                        | 9                        | Sitzverteilung im Ortschaftsrat 2024–2029Insgesamt 5 Sitze - Einzel: 1 - WW: 4 |

### Ortsbürgermeister
Ortsbürgermeister war seit der Zwangseingemeindung 2010 Günter Fabig (CDU). Er gehört ebenfalls dem Stadtrat der Stadt Weißenfels an und ist dort Mitglied der CDU-Fraktion.
Ab 2019 ist Hubert Schiller Ortsbürgermeister.

## Kultur und Sehenswürdigkeiten

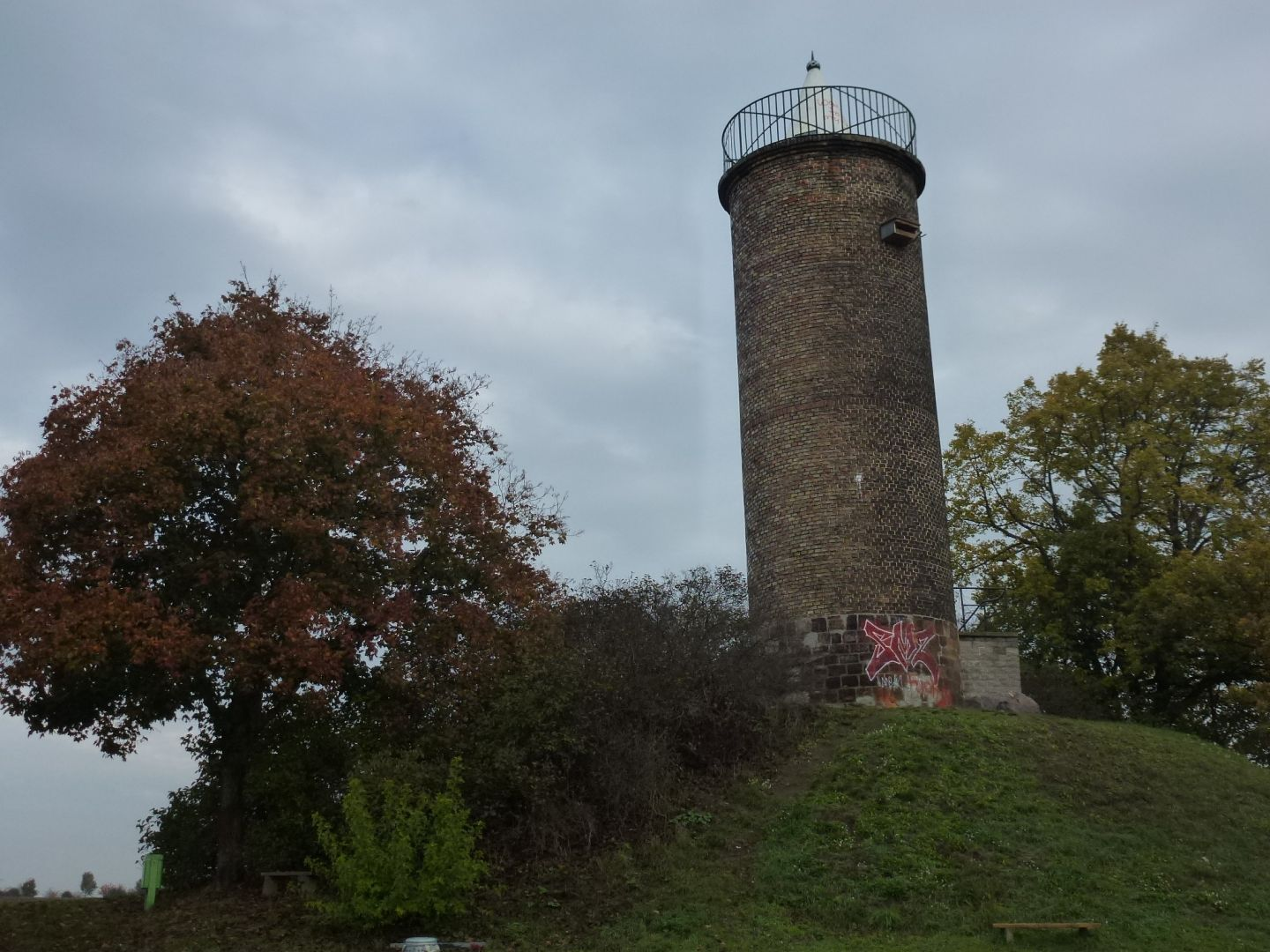
Aussichtsturm

### Bauwerke
- Kirche aus dem Jahr 1741 mit romanischem Chorturm eines Vorgängerbaus, nach Zerstörung 1815 wiedererrichtet
- Bergerturm, ein ca. 15 m hoher Aussichtsturm aus dem Jahr 1881
- Kriegerdenkmal neben der Kirche
- Findlingsblock

## Wirtschaft und Infrastruktur

### Verkehr
Markwerben verläuft die Bundesstraße 176, die von Weißenfels nach Bad Bibra führt.

## Persönlichkeiten
- Gustav Tünschel (1866–1952), deutscher Schutztruppler und Maurer in Deutsch-Südwestafrika